# United Airlines' flynummer 93
|  | "Flight 93" og "United 93" omdirigeres hertil. For artiklerne om filmene, se Flight 93 (film) og United 93 (film). |
United Airlines' flynummer 93 (engelsk: United Airlines Flight 93) var det fjerde fly, der blev kapret som en del af terrorangrebet den 11. september 2001. Flyet skulle ifølge hjernen bag terrorangrebet, Khalid Sheikh Mohammed, have ramt United States Capitol, hovedsædet for USAs Kongres.
Flyet havde fløjet i cirka 40 minutter, da besætningen i cockpittet blev overmandet af terrorister, som overtog kontrollen med flyet og fløj det mod den amerikanske hovedstad Washington D.C. Flere af flyets passagerer og kabinebesætningsmedlemmer ringede til deres familiemedlemmer og repræsentanter fra United Airlines for at informere dem om kapringen af flyet. I sidste ende besluttede passagererne sig for at gøre modstand mod terroristerne, hvilket resulterede i flyets nedstyrtning.
Flyet styrtede ned på en mark i nærheden af Shanksville i Pennsylvania, omkring 130 kilometer sydøst for Pittsburgh og 240 km nordvest for Washington D.C. Alle 44 personer om bord (inklusiv de fire flykaprere og syv besætningsmedlemmer) omkom. Der var mange vidner til nedstyrtningen, og nyhedsmedierne påbegyndte deres rapporteringer inden for en time efter, at flyet var styrtet ned. Flyet blev slået i stykker ved nedslaget, hvilket efterlod et krater og nogle vragrester, som blev blæst flere meter væk fra nedstyrtningsstedet. Passagerernes jordiske rester blev senere identificeret. De efterfølgende analyser af flyets sorte bokse afslørede, hvordan passagererne forhindrede terroristerne i at nå deres mål. Et permanent mindesmærke ved nedstyrtningsstedet blev indviet d. 10. september 2011 af de tidligere præsidenter Bill Clinton og George W. Bush. Opførelsen af mindesmærket havde dog også været genstand for en del kritik, fordi det oprindelige udseende forestillede en bue der lignede en halvmåne, hvilket er et muslimsk symbol. Flight 93 National Memorial har på hvide stenvægge indhugget navnene på de 40 ikke-terrorister.
Sikkerhedskontrollen for indenrigsflyvning var meget slap, og fly fra USA's østkyst til vestkysten var fuldt optankede. Dette gjorde United 93 velegnet til terrorangrebet. Af de fire fly kapret den 11. september (de andre værende American Airlines' flynummer 11, American Airlines' flynummer 77 og United Airlines' flynummer 175), var United Airlines' flynummer 93 det eneste, der ikke nåede flykaprernes tilsigtede mål.

## Flykaprerne
Kapringen af flynummer 93 blev ledet af Ziad Jarrah, som var medlem af terrornetværket al-Qaeda. Ziad Jarrah var født i Libanon i en velhavende familie. Som voksen blev han uddannet pilot og flyttede til Tyskland i 1996, hvor han studerede ved Greifswald Universitet for at lære tysk. Et år senere flyttede han til Hamborg og begyndte at studere fly- og rumfartsteknik ved Hamborg Universitet for anvendt videnskab. Mens han boede i Hamborg blev han en from[kilde mangler] muslim og blev tilknyttet terrorcellen Hamburger Terrorzelle. I november 1999 rejste han til Afghanistan, hvor han opholdt sig i tre måneder. Inden han vendte tilbage til Hamborg i slutningen af januar 2000, mødtes han med Osama bin Laden.. Han anskaffede sig i Hamborg et nyt pas ved at melde det gamle stjålet.
I maj modtog han et visum til indrejse i USA fra den amerikanske ambassade i Berlin, som han i juni samme år udnyttede til at rejse til Florida, hvor han tog flyvetimer samt trænede i nærkampteknik.. Forud for terrorangrebet den 11. september opretholdt han kontakt med sin kæreste i Tyskland og sin familie. Den tætte kontakt rystede den taktiske leder af plottet Mohamed Atta, og han overvejede at udskifte Jarrah med Zacarias Moussaoui. Kort efter angrebene hævdede Ziad Jarrahs familie, at han var en "uskyldig passager" om bord på flyet.
Tre stærke flykaprere, der var blevet trænet i at storme cockpittet og overmande besætningen, ledsagede Ziad Jarrah. En af dem, Ahmed al-Nami, ankom sammen med flykaprerne fra flynummer 175 Hamza al-Ghamdi og Mohand al-Shehri til Miami i Florida den 28. maj 2001. En anden af flykaprerne på flynummer 93, Ahmed al-Haznawi, ankom til Miami den 8. juni sammen med flykapreren på flynummer 11 Wail al-Shehri. Den tredje flykaprer om bord på flynummer 93, Saeed al-Ghamdi, ankom til Orlando, Florida den 27. juni sammen med Fayez Banihammad, som var en af de andre flykaprere om bord på flynummer 175.
Kapringsholdet på flynummer 93 bestod af:
- Ziad Jarrah, pilot
- Ahmed al-Haznawi, gorilla
- Ahmed al-Nami, gorilla
- Saeed al-Ghamdi, gorilla

## Flyet
Flyet var af typen Boeing 757-222 og havde registreringsnummeret N591UA. Det havde plads til 182 passagerer, men den 11. september 2001 var der kun 37 passagerer (inklusiv de fire kaprere) samt syv besætningsmedlemmer om bord, hvilket svarer til en belægning på 20 procent. De syv besætningsmedlemmer om bord var kaptajnen Jason Dahl, andenpiloten LeRoy Homer, Jr. samt kabinepersonalet bestående af Lorraine Bay, Sandra Bradshaw, Wanda Green, CeeCee Lyles og Deborah Welsh.

### Boarding
Mellem klokken 07:03 og 07:39 tjekkede holdet af flykaprere ind på flynummer 93. Klokken 07:03 tjekkede al-Ghamdi ind uden bagage, mens al-Nami indskrev med to tasker. Klokken 07:24 tjekkede al-Haznawi ind med en taske, og klokken 07:39 tjekkede Ziad Jarrah ind uden bagage. Al-Haznawi var den eneste af flykaprerne, der blev udvalgt til ekstra kontrol. Hans indtjekkede taske undergik en ekstra scanning for sprængstoffer. Ingen blandt sikkerhedspersonalet registrerede noget usædvanligt ved flykaprerne.
Klokken 07:39 gik al-Haznawi og al-Ghamdi om bord på flyet. De sad på sæde 6B og 3D. Al-Nami gik om bord et minut senere og sad på sæde 3C. Ziad Jarrah gik om bord klokken 07:48 og sad på sæde 1B. Alle fire kaprere sad på første klasse. Flyet havde planlagt afgang klokken 8:00 præcis og blev skubbet ud fra gate A17 klokken 08:01. Flyet blev forsinket og afgik først klokken 08:42 som følge af trængsel i luftrummet. De øvrige tre kaprede fly var afgået inden for femten minutter fra deres planlagte afgangstider. På det tidspunkt, hvor flynummer 93 gik i luften, havde kaprerne allerede overtaget kontrollen over flynummer 11. Flynummer 175 var ved at blive kapret, og flynummer 77 var på vej op, inden det ni minutter senere blev kapret. Klokken 09:02 havde flyet nået sin flyvehøjde på 11.000 meter. Efterhånden som de øvrige angreb blev kendte, begyndte flyvelederne at udsende advarsler gennem Aircraft Communications Addressing and Reporting System (ACARS). Efter at flynummer 175 havde ramt andet tårn på World Trade Center i New York, begyndte man klokken 09:19 at sende skrevne advarsler til besætningerne på de forskellige United Airlines-fly, som var i luften. Klokken 09:21 modtog man en rutinemeddelelse fra flynummer 93. Klokken 09:22 sendte LeRoy Homers kone, Melody Homer, en besked til sin mand i cockpittet efter at have hørt om angrebet på World Trade Center, hvori hun spurgte, om han var okay. Klokken 09:24 sendte man en besked til flynummer 93, hvor man advarede dem om indtrængen i cockpittet. Klokken 09:26 bekræftede flynummer 77, at de havde modtaget beskeden. Klokken 09:27:25 gav flybesætningen et rutinemæssigt svar på en meddelelse fra flyvelederne. Dette var den sidste meddelelse fra besætningen på flynummer 93, inden flyet blev kapret.

### Kapringen af flyet
Kapringen af flynummer 93 indledtes klokken 09:28.  På dette tidspunkt var flynummer 11 og 175 allerede fløjet ind i World Trade Center, mens flynummer 77 få minutter senere ramte Pentagon. Kaprerne på disse tre fly havde ikke været mere end 30 minutter om at overtage kommandoen, sandsynligvis lige efter at signalet om at have sele på var slukket, og kabinepersonalet var begyndt at servicere passagererne. Det er uvist, hvorfor flykaprerne om bord på flynummer 93 havde besluttet at vente cirka 46 minutter på at påbegynde angrebet. På et tidspunkt faldt flyets højde uventet med 685 meter på et halvt minut. Klokken 09:28:17 begyndte et besætningsmedlem i cockpittet at råbe "Mayday! Mayday! Mayday!" over radioen, mens man kunne høre lyde der mindede voldshandlinger. En flyveleder ved Cleveland Air Traffic svarede: "Er der nogen der ringer til Cleveland?", men fik aldrig noget svar.
35 sekunder efter det første mayday-opkald foretog besætningen endnu en radiomelding, hvor man kunne høre nogle i cockpittet råbe: "Mayday! Kom ud herfra! Kom ud herfra!". Der findes ingen afgørende beviser, der peger på det præcise øjeblik for flykaprernes overtagelse af flyet. Myndighederne mener, at de angreb cockpittet og samtidig tvang passagererne ned i den bageste ende af flyet for at minimere risikoen for, at personale eller passagerer skulle genere deres forehavende. I modsætning til de øvrige kaprede fly, der havde grupper på fem mand til kapringerne, havde flynummer 93 kun fire flykaprere om bord, hvilket har ført til spekulationer om en mulig tyvende flykaprer. Den officielle 9/11 kommission mener, at Mohamed al-Kahtani sandsynligvis skulle have været den femte flykaprer om bord på flynummer 93, men at han ikke kunne deltage, fordi han var blevet nægtet indrejse i USA en måned forinden.  Mange af de passagerer, der foretog telefonopkald, fortalte, at de kun kunne få øje på tre flykaprere, og 9/11 kommissionen mener, at Ziad Jarrah blev siddende på sin plads, indtil besætningen var blevet overmandet, hvorpå han overtog styringen.
Den ene af et flys sorte boks, Cockpit Voice Recorder, optager de sidste 30 minutters lyde fra cockpittet. Alt hvad der er ældre end 30 minutter, bliver overspillet af pladshensyn, og de første optagelser fra flynummer 93 stammer fra klokken 09:31:57. På optagelsen kan man høre Ziad Jarrah annoncere følgende: "Mine damer og herrer: Her er kaptajnen, sæt jer ned og bliv siddende. Vi har en bombe om bord. Så sæt jer." Flyvelederne forstod det godt, men svarede tilbage: "Kalder Cleveland Center, vi kan ikke høre jer. Sig det igen, langsomt." En stewardesse, som blev holdt fanget, kan høres råbe: "Nej, nej, gør mig ikke fortræd". Klokken 09:35:09 satte Ziad Jarrah autopiloten til at flyve mod øst. Flyet steg nu til 12.400 meters højde, og flykontrollen sendte straks besked til andre fly om at komme væk fra flynummer 93's nye rute. Senere kunne man høre en stewardesse i cockpittet sige: "Jeg vil ikke dø, jeg vil ikke dø", hvorefter en af flykaprerne svarede tilbage på arabisk:"Alt er fint, jeg er færdig."
Klokken 9:39 hørte flyvelederne en sidste besked fra Ziad Jarrah: "Hallo, dette er kaptajnen. Jeg vil gerne have, at alle bliver siddende. Der er en bombe om bord og vi flyver tilbage til lufthavnen for at få vores krav (uhørligt). Hold jer fortsat i ro." Klokken 09:30 begyndte passagererne og personalet om bord på flynummer 93 med at ringe til deres familiemedlemmer med de såkaldte "airphones" og mobiltelefoner. Samlet foretog passagererne og besætningsmedlemmerne 37 opkald fra flyet. Ti passagerer og to besætningsmedlemmer fik forbindelse og kunne give informationer til familie, venner og andre på jorden. Passageren Tom Burnett foretog flere opkald til sin kone fra klokken 09:30:32 fra række 24 og 25, skønt han havde plads på række fire. Han fortalte hende, at flyet var blevet kapret af mænd, der hævdede, at de havde en bombe om bord. Han nævnte også, at en passager var blevet stukket med en kniv, og at han mente, at bombetruslen var en taktik fra kaprerne, så de kunne holde styr på passagererne. I et af opkaldene fortalte Tom Burnetts kone ham om angrebene på World Trade Center i New York, hvorefter han svarede at flykaprerne "taler om, at få flyet til at styrte ned ... Åh min Gud. Det er en selvmordsmission." Han afsluttede sit opkald ved at sige: "Bare rolig, vi vil gøre noget." Klokken 09:32:29 forsøgte en ombordværende, som man ikke har identificeret, at kontakte United Airlines vedligeholdelsesafdeling. Opkaldet varede 95 sekunder, men blev ikke besvaret, formodentlig fordi den blev sat i kø. Stewardessen Sandra Bradshaw ringede til vedligeholdelsesafdelingen klokken 09:35:40 fra række 33. Hun rapporterede, at flyet var blevet kapret af mænd med knive, som havde stukket en anden stewardesse ned og havde indtaget kabinen og cockpittet.
Klokken 09:37:03 ringede passageren Mark Bingham til sin mor fra række 25 i flyet. Han fortalte hende, at flyet var blevet kapret af tre mænd, der påstod, at de havde en bombe med om bord. En anden passager Jeremy Glick, ringede til sin hustru klokken 09:37:41 fra række 27 og fortalte hende, at flyet var blevet kapret af tre mørklødede mænd, der lignede "iranere", iført røde bandanas, som var udstyret med knive. Jeremy Glick holdt forbindelsen, indtil flyet styrtede ned. Han fortalte, at passagererne stemte om, om de skulle storme flykaprerne. Lufttrafikkontrollens koordinator advarede den statslige luftfartskontrol om, at flynummer 93 ikke svarede og var ude af kurs. Et minut senere blev transponderen slukket, men kontroltårnet i Cleveland fortsatte med at overvåge flyet på radaren. Herndon Center videresendte oplysningerne om flynummer 93 til den statslige luftfartskontrols hovedkvarter. Klokken 09:43:03 ringede passageren Joseph Deluca til sin far fra række 26 i flyet for at fortælle ham, at flyet var blevet kapret. Klokken 09:43:38 forsøgte Todd Beamer at ringe til sin kone fra række 32, men blev omdirigeret til telefonisten Lisa D. Jefferson. Todd Beamer fortalte hende, at hans fly var blevet kapret, og at flyets oprindelige piloter lå døde eller døende på gulvet. Han nævnte, at en af flykaprerne havde et rødt bælte med en bombe spændt om sin talje. En United-ansat i San Francisco, Californien, sendte en besked til flyet klokken 09:46. Linda Gronlund ringede til sin søster Elsa Strong klokken 09:46:05 og lagde en besked om, at der var "mænd med en bombe."
Klokken 09:47:57 ringede stewardessen CeeCee Lyles til sin mand og lagde en besked, hvor hun fortalte om kapringen af flyet. Passageren Marion Britton ringede til sin ven Fred Fiumano klokken 09:49:12. Fred Fiumano fortalte, at hun sagde følgende: "Vi skal nok. De vil dræbe os, forstår du, vi skal dø." Hvorefter han prøvede at berolige hende: "Bare rolig, de har kapret flyet, de vil flyve dig til deres hjemland, og bagefter kommer du hjem igen. Du kan sikkert blive der på ferie." Fred Fiumano vidste ikke, hvad han skulle gøre, og han blev ved med at sige de samme ting, at hun skulle tage det roligt, men hun blev ved med at græde, skrige og hyle. En anden stewardesse, Sandra Bradshaw, ringede til sin mand klokken 09:50:04 og fortalte ham, at hun var ved at koge vand til at skolde flykaprerne med. Passageren Lauren Grandcolas ringede til sin mand i alt to gange: En gang før afgang og en gang under kapringen, men fik ikke kontakt nogle af gangene. Bagefter gav hun sin telefon til en anden passager Honor Elizabeth Wainio, som ringede til sin stedmor klokken 09:53:43, og hun afsluttede opkaldet fire et halvt minut senere med ordene "Jeg er nødt til at gå. De vil bryde ind i cockpittet. Jeg elsker dig." Flykapreren Ziad Jarrah ringede via VHF Omnidirectional Range klokken 9:55:11 for navigationsinformationer til at styre flyet mod Washington D.C. Sandra Bradshaw, som havde forbindelse til sin mand sagde "Nu styrter alle op mod første klasse. Jeg bliver nødt til at stoppe. Farvel."

### Oprøret i flyet
Klokken 09:57 begyndte oprøret på flynummer 93. Flykaprerne i cockpittet blev opmærksomme på oprøret klokken 09:57:55 og sagde:"Er der noget galt? Et slagsmål?" Edward Filt ringede 911 fra sin mobiltelefon på toilettet for at få information. Hans opkald blev modtaget af John Shaw, som han nåede at fortælle, at hans fly var blevet kapret, inden forbindelsen blev afbrudt. Det blev rapporteret, at Edward Filt kunne kunne høre en eksplosion og se røg, der kom ind under toiletdøren. Disse rapporter blev senere betegnet som ukorrekte af andre kilder. CeeCee Lyles ringede endnu en gang til sin mand og fortalte, at passagererne var ved at kæmpe sig vej ind i cockpittet. Ziad Jarrah gav sig til at få flyet til at vippe fra side til side for at få passagererne ud af balance. Ziad sagde til en af de andre flykaprere: "De vil herind. Sørg, sørg for at blokere dem indefra. Hold dem indefra. Hold dem." Klokken 9:59:52 skiftede Ziad Jarrah taktik og begyndte i stedet at vippe flyet frem og tilbage for at forhindre passagerernes angreb.
Den ene sorte boks, Cockpit Voice Recorder, optog lyden af brag, skrig og glas, der går i stykker.Jarrah stabiliserede flyet klokken 10:00:03. Fem sekunder senere spurgte han: "Er det det? Skal vi afslutte det nu?" En anden flykaprer svarede: "Nej ikke endnu. Når de allesammen kommer, vil vi slutte det her af." Jarrah begyndte igen at vippe flyet op og ned. En passager råbte i baggrunden: "Hvis vi ikke gør det, vil vi dø" klokken 10:00:25. Seksten sekunder senere råbte en anden passager: "Lad os gå på!". Klokken 10:01:00 stoppede Ziad Jarrah de kraftige manøvrer med at vippe med flyet og fremsagde bønner. Han spurgte en anden flykaprer: "Er det det? Jeg mener, skal vi gå ned nu?" Hvorpå den anden flykaprer svarede: "Ja, tag os ned, tag os ned!." Flyet begyndte at falde med sideroret drejet hårdt til højre. Flyet vendte rundt på ryggen, mens en af kaprerne fremsagde en bøn. Under lyden af passagerens modangreb pløjede flyet lige ned på et ubebygget areal i Stonycreek, Pennsylvania, ca. 20 minutters flyvetid fra Washington D.C. Den sidste optagelse i den sorte boks er fra klokken 10:03:09. Det sidste sæt flydata blev registreret klokken 10:03:10. Der er stadig en vis uenighed mellem nogle af de omkomnes familiemedlemmer og de officielle efterforskere, om passagererne nåede at bryde ind i cockpittet. 9/11 kommissionen mener, at flyet stadig var under kaprernes kontrol, men at de måtte have vurderet, at det kun var et spørgsmål om sekunder, inden passagererne var trængt ind og havde overvundet dem. Andre hævder, at der ikke kan være tvivl om, at passagererne trængte ind i cockpittet.

### Styrtet
Flynummer 93 styrtede ned i et nedlagt kulmineområde ved Stonycreek Township klokken 10:03:11. National Transportation Safety Board (NTSB) rapporterede, at flyet styrtede ned med en hastighed på 906 km/t i en vinkel på 40° på ryggen. Det lavede et næsten tre meter dybt og omkring 12 meter stort nedslagskrater. Alle 44 mennesker om bord omkom øjeblikkeligt. Mange beretninger i medierne og fra øjenvidner fortalte, at flyet styrtede ned klokken 10:06, hvilket blev støttet af seismografiske data fra området, men den officielle 9/11 rapport bekræfter ikke dette. Nogle medier og 9/11 kommissionen rapporterede, at flyet styrtede ned klokken 10:03 baseret på analyser af radar- og satellitdata samt flykontrolkommunikation.
Et vidne, Kelly Leverknight, var ved at se nyheder om angrebene, da hun kunne høre flynummer 93: "Jeg hørte flyet flyve forbi, og jeg gik ud ad fordøren, hvor jeg så flyet styrte ned. Det så ud til at have kurs mod skolen, hvilket fik mig til at gå i panik, fordi mine tre børn var der. Derefter kunne man høre eksplosionen, føle trykbølgen og se ild og røg." Et andet vidne, Eric Peterson, kiggede op, da han hørte flyet, og udtalte efterfølgende: "Det gik så lavt, at man næsten kunne tælle nitterne. Man kunne se mere af flyets ryg end af dets bug. Det fløj nærmest sidelæns. Der kom en voldsom eksplosion, og man kunne se flammerne. Det var et helt ufatteligt brag. Flammer, og bagefter røg og en kæmpestor paddehattesky." Endnu et vidne, Val McClatchey, havde netop set nyhederne om terrorangrebet, da hun kunne høre flynummer 93. Hun så kun flyet kortvarigt, inden hun hørte det styrte ned. Braget afbrød elektricitet og telefonlinjerne. McClatchey greb hurtigt sit kamera og tog det eneste kendte billede af paddehatteskyen. Der er dog konspirationsteoretikere, der har beskyldt hende for at manipulere billedet.
Efter klokken 10:16 ankom de første redningsfolk til nedstyrtningsstedet. Kontroltårnet i Cleveland Center, der var uvidende om flyets styrt, meddelte klokken 10:07 til den militære luftovervågning Northeast Air Defense Sector (NEADS), at flynummer 93 havde en bombe om bord, samt opgav dets seneste kendte position. Det var første gang, at militæret blev informeret om flyet. Ballinger sendte en sidste besked til flynummer 93 klokken 10:10: "Flyv ikke til Washington D.C. Ikke en mulighed." Han gentog dette et minut senere. Herndon Command Center meddelte til den statslige luftfartskontrols hovedkvarter, at flynummer 93 var styrtet ned klokken 10:13. NEADS ringede til Washington Air Route Traffic Control Center for at få en opdatering på flynummer 93 og fik at vide, at flyet var styrtet ned.
Klokken 10:37 meddelte CNN-korrespondenten Aaron Brown, som var i gang med dækningen af World Trade Center-nedstyrtningen: "Vi får masser af rapporter og vi ønsker at være omhyggelig med at fortælle dig, om de er bekræftede eller ej, men nu har vi fået en meddelelse om, at et flynummer 747 er styrtet ned i Pennsylvania; det er dog fortsat ubekræftet på dette tidspunkt." Klokken 10:49 fulgte han op på episoden og rapporterede: "Vi har en rapport nu om, at et stort fly i morges styrtede ned nord for Somerset County Airport, som ligger i det vestlige Pennsylvania, ikke langt væk fra Pittsburgh, omkring 80 miles, flyet skulle angiveligt være en Boeing 767. Vi ved ikke, hvilket flyselskab flyet tilhørte, og vi har ikke nogen detaljer ud over det, som jeg netop har fortalt." I forvirringen kom han også fejlagtigt til at rapportere, at et andet kapret fly var på vej mod Pentagon.

## Efterdønninger
Flynummer 93 blev voldsomt ødelagt ved styrtet. De fleste af flyets vragdele blev fundet i nærheden af nedslagskrateret. Efterforskere fandt nogle meget lette vragrester, herunder papir og nylon, så langt som 13 kilometer fra nedstyrtningsstedet i New Baltimore, Pennsylvania. Andre små flyfragmenter blev fundet 2,4 kilometer væk på Indian Lake i Pennsylvania. Alle ligresterne blev fundet umiddelbart omkring nedstyrtningsstedet. Wally Miller var med til undersøgelserne og identifikationen af disse ligrester. Da han gik gennem vraget, var den eneste genkendelige kropsdel, han så, et stykke rygmarv med fem ryghvirvler. Senere fandt og identificerede han 1.500 ligdele med en samlet vægt på omkring 272 kg. De øvrige dele blev tilintetgjort ved styrtet. Efterforskerne identificerede fire af ofrene den 22. september og 11 den 24. september. De identificerede endnu et offer den 29. september. Den 27. oktober blev 34 passagerer identificeret. Den 21. december var alle mennesker om bord på flyet blevet identificeret. Det var umuligt for efterforskerne at fastslå, om nogen af ofrene var døde, inden flyet styrtede ned. På dødsattesterne for de 40 ofre er dødsårsagen anført som drab, og dødsårsagen for de fire flykaprere som selvmord. Ligdelene og de personlige effekter fra ofrene blev overgivet til deres familier. Ligdelene fra flykaprerne blev identificeret ved udelukkelsesmetoden og blev overladt til FBI som bevis.
Efterforskere fandt også en kniv camoufleret som lighter. De fandt computeren med flyets data 13. september og den sorte boks dagen efter. Computeren blev fundet begravet otte meter nede i krateret. FBI ønskede først ikke at frigive lydoptagelserne fra flyets sorte boks, skønt dette var blevet forlangt af kongresmedlemmet Ellen Tauscher samt familiemedlemmer til passagererne om bord. Senere gav FBI de pårørende lov til at lytte til optagelserne ved et lukket møde den 18. april 2002. Den 12. april 2006 blev optagelserne så officielt frigivet.
Flykaprernes mål med flynummer 93 er aldrig officielt blevet endeligt bekræftet. I tiden op til terrorangrebet havde Khalid Sheikh Mohammed, Osama bin Laden, og Mohammed Atef udarbejdet en liste over potentielle mål. Osama Bin Laden ønskede at tilintetgøre Det Hvide Hus og Pentagon, mens Khalid Sheikh Mohammed ville sende fly ind i World Trade Center. Alle tre var enige om, at de også ville ramme fly ind i United States Capitol. Der var ikke andre involveret i den indledende udvælgelse af mål. Bin Laden fortalte manden bag 9/11-angrebene, Ramzi Binalshibh, at han skulle fortælle flykapreren Mohamed Atta, at han foretrak Det Hvide Hus frem for Capitol som mål. Atta indvendte over for Binalshibh, at det nok ville være for vanskeligt, men indvilligede i at have Det Hvide Hus med som et muligt mål og foreslog at holde Capitol i baghånden, hvis Det Hvide Hus viste sig at være for svært at få ram på. Endeligt fortalte Atta, at flykapreren Ziad Jarrh havde planlagt at ramme Capitol. Baseret på en diskussion mellem Atta og Binalshibh to dage før angrebene skulle Det Hvide Hus være det primære mål for det fjerde fly med Capitol som reserve.
I tiden lige efter angrebene var der spekulationer om, hvorvidt Camp David skulle have været målet. Efter forklaringer fra det tilfangetagne al-Qaeda-medlem Abu Zubaydah mente talsmænd for den amerikanske regering, at Det Hvide Hus var det påtænkte mål for angrebet. Under et interview med Sheikh Mohammed og Binalshibh kom det frem, at flynummer 93 var på vej mod Capitol. Den officielle 9/11 rapport fortolkede besætningen og passagerernes reaktioner sådan, at målet enten måtte have været Det Hvide Hus eller Capitol. Ifølge en anden forklaring fra Sheikh Mohammed foretrak Osama bin Laden Det Hvide Hus i stedet for Capitol som mål. Salim Hamdan, bin Ladens chauffør, fortalte sin forhørsleder, at han vidste, at flyet skulle have været til Capitol.
Den officielle 9/11-rapport har senere fastslået, at den militære luftrumsovervågning (NORAD) og de civile luftovervågningsmyndigheder afgav upræcise vidneudsagn. NORAD hævdede, at kampfly ville have stoppet flynummer 93, før den ville have nået sit mål i Washington D.C., men kommissionen var uenige i dette og konkluderede, at "hvis ikke flynummer 93 var styrtet ned i Pennsylvania, ville den have nået Washington-området 10-20 minutter senere." Rapporten fastslog, at kampfly havde forfulgt flyet Delta Air Lines' flynummer 1989, som man mente var blevet kapret. Alle passagererne og besætningsmedlemmerne om bord på flynummer 93 blev indstillet til Kongressens guldmedalje den 19. september 2001. Kongresmedlem Bill Shuster stillede et lovforslag herom i 2006, men dette var i 2008 endnu ikke vedtaget.
Ifølge telefonisten Lisa Jefferson, der talte i telefon med passageren Todd Beamer, skulle han have igangsat gidslernes modangreb med: "Are you guys ready? Let's roll". "Let's roll" (Så gør vi det!) er siden blevet (mis)brugt i USA i forbindelse med krigen mod terror og er desuden blevet et nationalt slagord.
I overensstemmelse med flyselskabernes normale praksis efter katastrofer er rutenummeret 93 nedlagt af United Airlines efter kapringen. Uniteds tidlige morgen-nonstoptur fra Newark til San Francisco hedder i dag flynummer 91 og flyves med en Airbus A319.

### Mindesmærker
Et spontant mindesmærke i form af hyldester fra de efterladte og besøgende blev etableret i dagene efter angrebene. Fonde over hele USA begyndte at indsamle penge til finansiering af et mindesmærke for ofrene i løbet af den første måned efter styrtet.
To år efter angrebene nedsattes en national Flight 93 National Memorial Advisory Commission med ansvar for at udarbejde forslag til et permanent mindesmærke. En landsdækkende konkurrence blev afholdt for at finde forslag til et sådant mindesmærke ved det område, hvor flynummer 93 styrtede ned. Det vindende forslag med titlen "Crescent af Embrace" blev udpeget den 7. september 2005. En plan for opførelsen omfatter en bueformet vej med Rød Løn og Sukker-Løn plantet langs ydersiden. Planerne stødte dog ind i problemer med finansieringen og som på grund af mindesmærkets størrelse og udseende. Kongresmedlem Charles H. Taylor forhindrede, at 10 millioner dollars fra staten kunne bruges til projektet, fordi han så det som "urealistisk." Førende republikanske kongresmedlemmer overtalte ham dog senere til at indvillige i projektet med politisk pres og satte gang i godkendelsen af et mindre statsligt beløb. Det foreslåede udseende har også mødt kritik, fordi buen ligner en halvmåne, der er et islamisk symbol. En vigtig milepæl blev bekendtgjort den 31. august 2009, da der var indgået en aftale mellem grundejerne og National Park Service om at sælge jorden til mindesmærket for omkring 9,5 millioner dollars. Planen er at have mindesmærket færdigt til den 11. september 2011, 10 år efter angrebet.
Den 25. august 2008 opstillede hundredvis af brandfolk i New York et kors lavet af stål fra resterne af World Trade Center. Bjælken, der var påsat ovenpå, er formet som Pentagon, og det hele blev opsat uden for brandstationen for Shanksville Volunteer Fire Department.

### Film
Der er lavet en dokumentarfilm om flynummer 93 på Discovery Channel. Filmen ærer gidslerne, som ofrede deres liv for søge at forpurre terroristernes planer. Forløbet har kunnet rekonstrueres, dels på basis af de forholdsvis mange telefonsamtaler, som passagererne og besætningsmedlemmerne førte med bl.a. pårørende, og dels ud fra data fra flyets sorte bokse og computer. Det fremgår heraf bl.a., at passagererne ikke begyndte at trænge ind i cockpittet, inden flykaprerne havde sat flyet til at styrte.

## Eksterne links
- Wikimedia Commons har flere filer relateret til United Airlines' flynummer 93
- Flight 93 National Memorial Campaign (official website)
- Somerset's Flight 93 Tribute Website Arkiveret 10. januar 2009 hos  Wayback Machine
- Flight 93 National Memorial  (National Park Service)
- Photo Essay: Flight 93 Memorial near Somerset,PA
- "September 11, 2001 archive of United Airlines site with condolences for deceased". Arkiveret fra originalen 11. september 2001. Hentet 6. april 2010.**
- Photo of Aircraft Pre 9/11
- Victims of United Airlines Flight 93 Arkiveret 29. juli 2010 hos  Wayback Machine

40°03′04″N 78°54′17″V / 40.051111111111°N 78.904722222222°V